# 郎锦骐
郎锦骐（？—？），清朝政治人物，其曾于1795年接替张联登任福建永安县知县一职，1796由觉罗吉泰接任。